# Simfonia núm. 4 (Txaikovski)
La Simfonia núm. 4 en fa menor, op. 36, de Piotr Ilitx Txaikovski va ser composta entre 1877 i 1878. Està estructurada en els tradicionals quatre moviments.
Durant la composició de la simfonia, Txaikovski va escriure a la seua mecenes, Madame Nadezhda von Meck, que desitjava "moltíssim" dedicar-li-la a ella, i que faria constar en la partitura "Dedicada a la meua millor amiga".
L'estrena va tenir lloc en un concert de la Societat Musical Russa a Sant Petersburg el 10 de febrer (Calendari julià)/22 de febrer (Calendari gregorià) de 1878, sota la direcció de Nikolai Rubinstein.
Les afirmacions sobre el fet que "el primer moviment representa el Destí" són simplificacions superficials: d'acord amb una carta del compositor a Madame von Meck l'any 1878, és realment la fanfàrria que s'escolta a l'inici ("el nucli, la quintaessencia, el lema rector al llarg de la simfonia") allò que representa el "Destí", que esdevé "el poder fatal que impedeix a un mateix atènyer l'objectiu de la felicitat ... No hi ha res a fer, més que sotmetre-s'hi i lamentar-se en va". Com el mateix compositor va explicar, el programa del primer moviment és —"aproximadament"—que "tota vida és una constant alternança de dura realitat i somnis i visions de felicitat esmunyedissos ...". Conclou: "No existeix cap refugi ... Deixeu-vos emportar per aquesta mar, fins que us engolisca i us submergisca en les seues profunditats".

## Estructura

### Primer moviment
La simfonia s'obre amb trompes i fagots emetent un greu la bemoll en uníson d'octava. Després d'una línia descendent del fagot i els metalls greus, la fusta i les trompetes emeten un la bemoll més agut. A mesura que la música solidifica en llargs, lentament sincopats acords, Txaikovski deslliga l'equivalent musical a un flaix lluminós: dos curts acords en fortissimo, cadascun d'ells seguits per un llarg silenci. Quan la música declina, les fustes al·ludeixen a la melodia principal, que és pròpiament introduïda per la corda al Moderato con anima. (La partitura, a aquest punt, indica "In movimento di Valse", tot i que està escrit en compàs de 9/8.) La melodia es desplega bastant ràpidament. Molt de temps després en el mateix moviment, el mateix la bemoll és emès per les trompetes. Aquest moviment es caracteritza per les contínues introduccions del motiu del destí, la frase la bemoll. El motiu es fa servir com a separació entre cada secció de la forma sonata-allegro.

### Segon moviment
El segon moviment està tenyit de melancolia i pesar.

### Tercer moviment
El tercer "no expressa un sentiment definit", sinó que "està ple d'arabescos capritxosos, de les imatges evasives que es precipiten en la imaginació quan has begut una mica de vi i experimentes el primer grau d'intoxicació". En aquest moviment (indicat com Scherzo: Pizzicato ostinato) les cordes toquen pizzicato permanentment. Després se'ls afegeix la fusta quan l'oboè toca un simple i agut "la". Més tard intervenen els metalls. Aquests tres grups (corda, fusta i metall) són els únics que hi intervenen; no hi ha percussió, a excepció dels timbals. Conclou tranquil·lament amb el pizzicato de les cordes.

### Quart moviment
En el quart moviment, en contrast, és un retrat d'una festa popular, incorporant-hi la famosa cançó russa, "En el camp hi havia un bedoll", com un dels temes. Com el compositor va explicar:
| « | Si en el teu interior no trobes una raó per a la felicitat, mira als altres. Vés amb el poble. Observa com gaudeixen, deixant-se endur amb entusiasme pels sentiments alegres. Una imatge de la diversió festiva del poble. Has aconseguit durament oblidar-te de tu mateix i ser atrapat per l'espectacle de la felicitat aliena, quan el 'Destí' apareix novament i et recorda la teua existència... Només pots blasmar-te a tu mateix; no digues que tot en aquest món és trist. Hi ha alegries simples, però punyents. Gaudeix del gaudi dels altres. Viure és encara possible. | » |

En aquest moviment, un flaix del 'la bemoll' apareix en la seua meitat.

## Crítica
La inicial reacció de la crítica envers la simfonia va ser desfavorable. També als Estats Units d'Amèrica; l'any 1890 un crític del New York Post va escriure, "La Quarta Simfonia de Txaikovski ha demostrat ser una de les més extremadament russes, és a dir, semi-bàrbares, composicions mai escoltades en la ciutat. ... Si Txaikovski haguera anomenat la seua simfonia 'Una cavalcada en trineu a través de Sibèria' ningú no ho hauria trobat inadequat." Un crític alemany va escriure l'any 1897 "L'absurditat del compositor va afectar negativament el meu estat d'ànim. La confusió en els metalls i l'abús de la percussió em van enfonsar!"
Malgrat aquestes inicials reaccions negatives, la simfonia ha esdevingut una peça bàsica del repertori orquestral, i roman com una de les simfonies més interpretades de les darreries del segle xix.